# Ascension (Fernsehserie)
Ascension (deutsch Aufstieg, Himmelfahrt) ist eine kanadisch-US-amerikanische Science-Fiction-Fernsehserie, die am 15. Dezember 2014 in den USA auf Syfy anlief. Sie handelt von einer Gesellschaft auf einem sogenannten Generationen-Raumschiffs das 1963 nach Proxima Centauri aufgebrochen sein soll. Philip Levens schrieb die Story sowie das Drehbuch und war, neben dem kanadischen Regisseur Stephen Williams, ausführender Produzent.
Die Serie ist inspiriert vom Orion-Projekt, das in den USA unter der Präsidentschaft John F. Kennedys stattfand.

## Besetzung
Die Serie wurde bei der DMT-Digital Media Technologie vertont. Kerstin Draeger schrieb die Dialogbücher und führte die Dialogregie.

### Hauptdarsteller

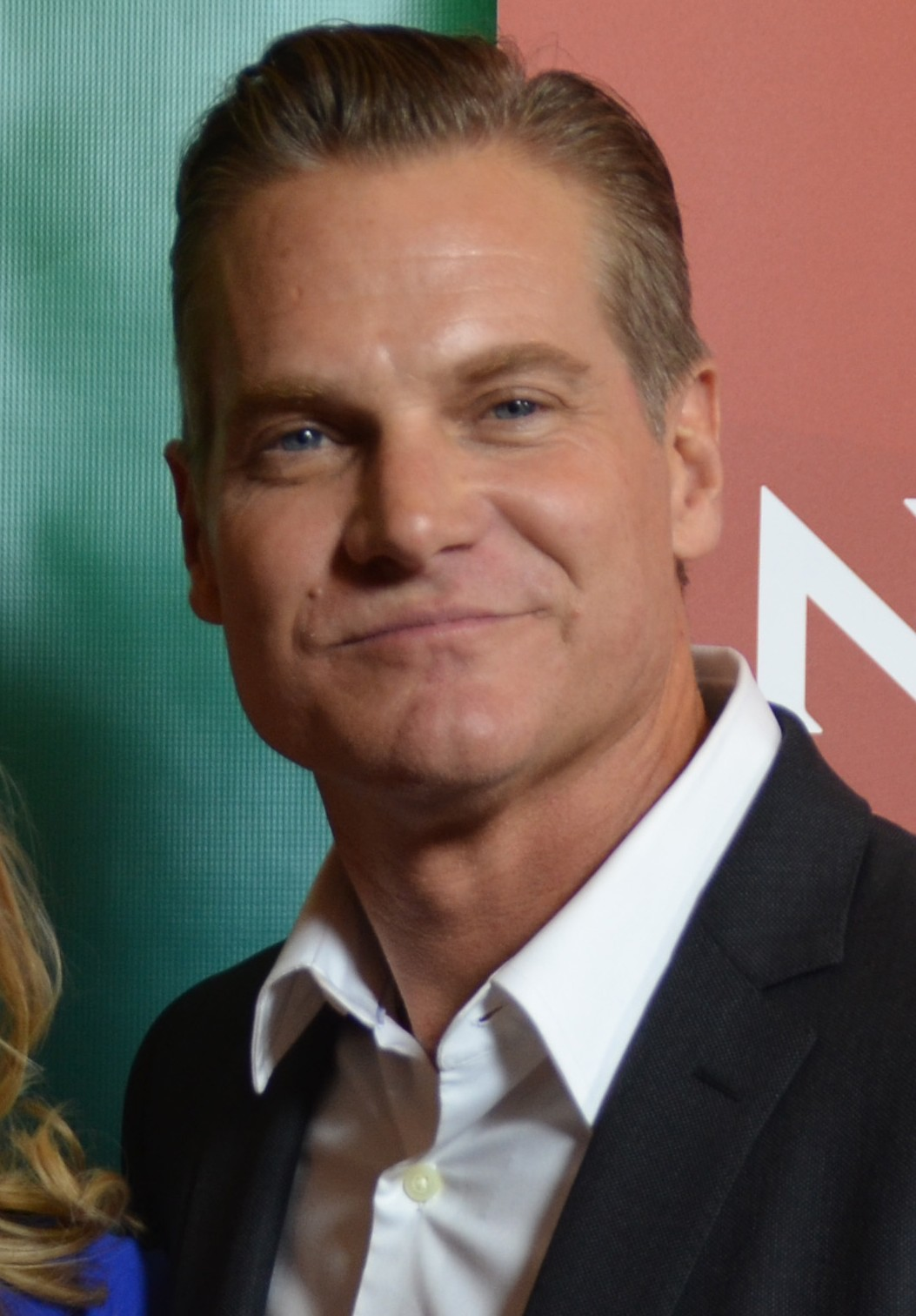
Brian Van Holt (2014)
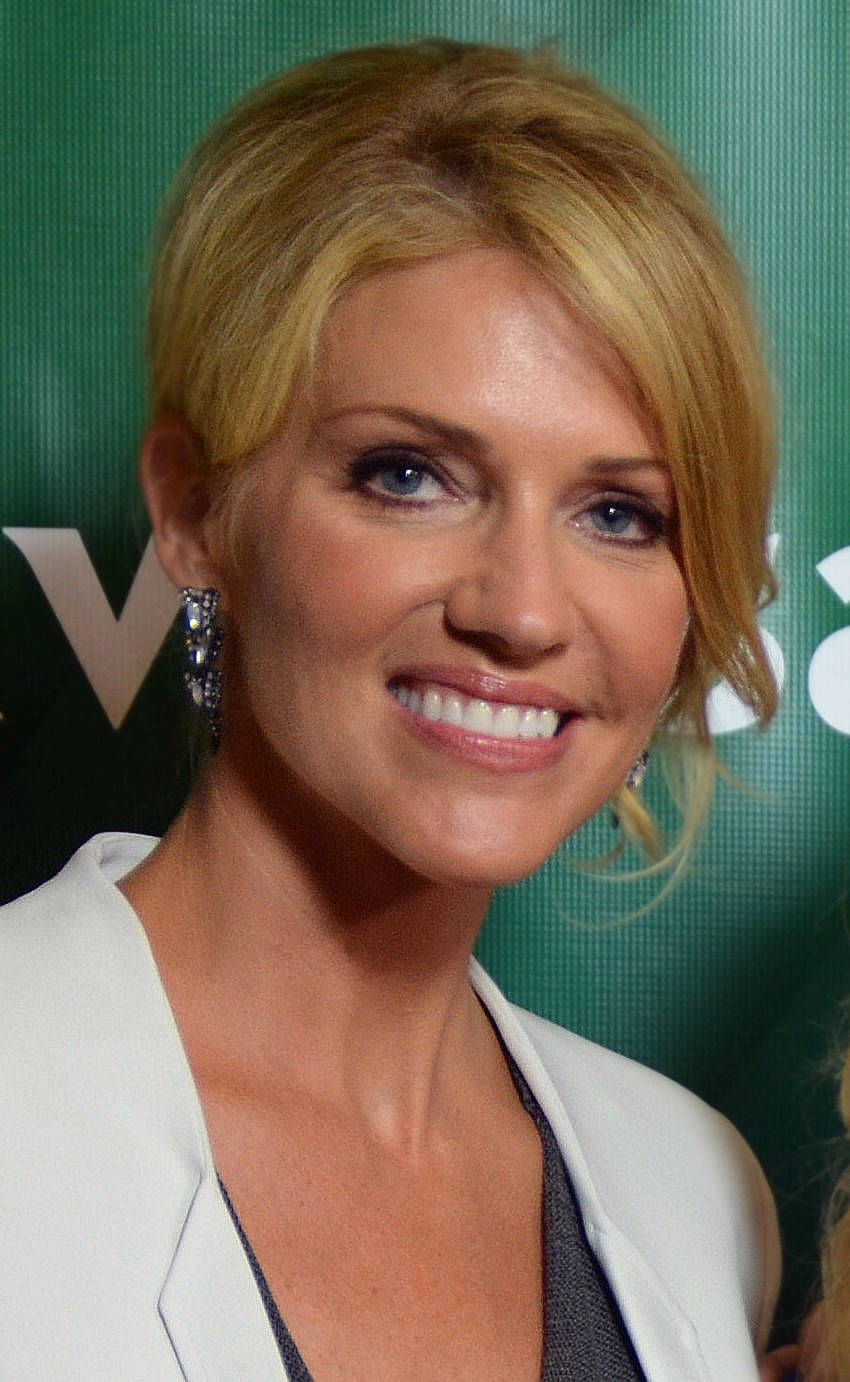
Tricia Helfer (2014)
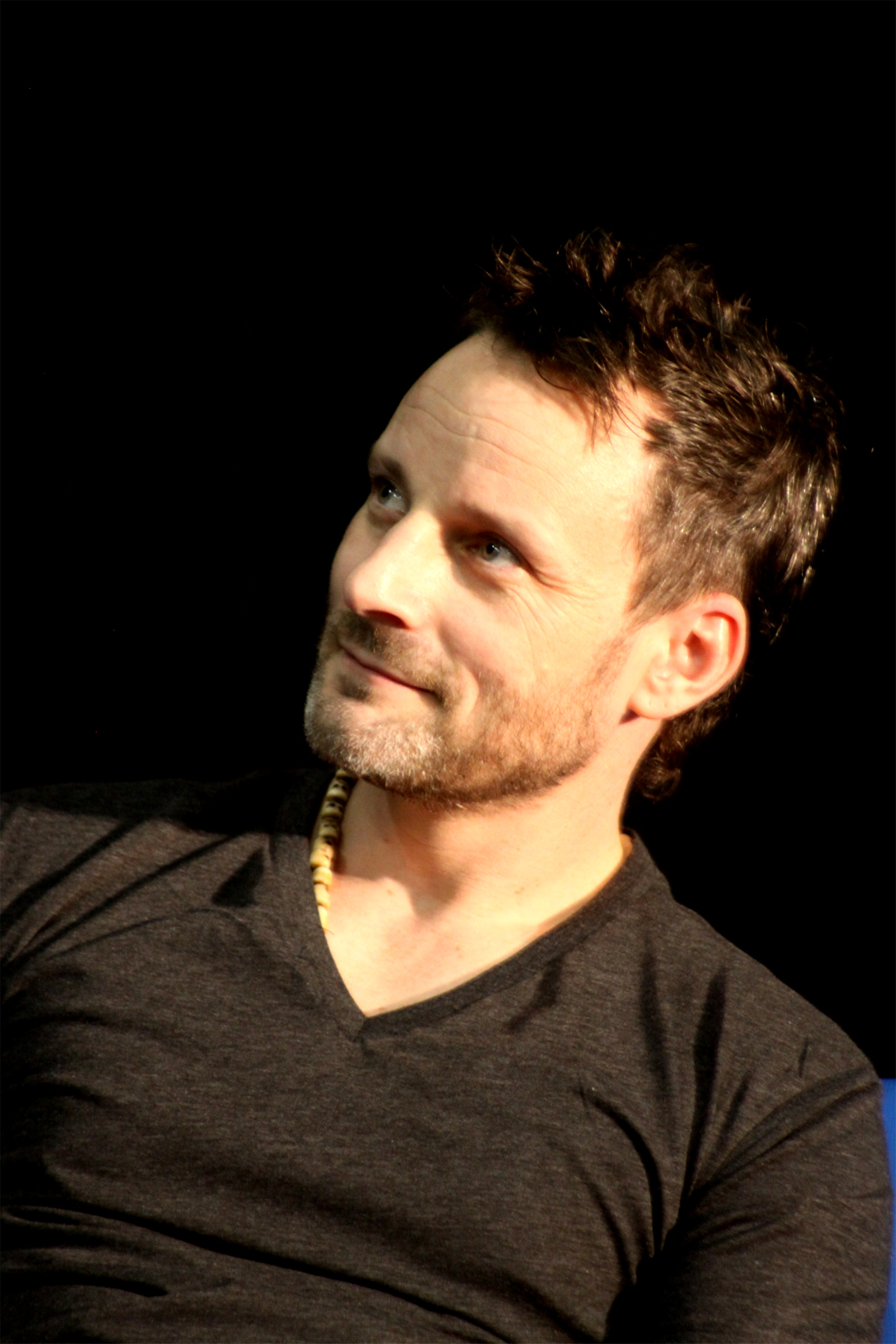
Ryan Robbins (2011)
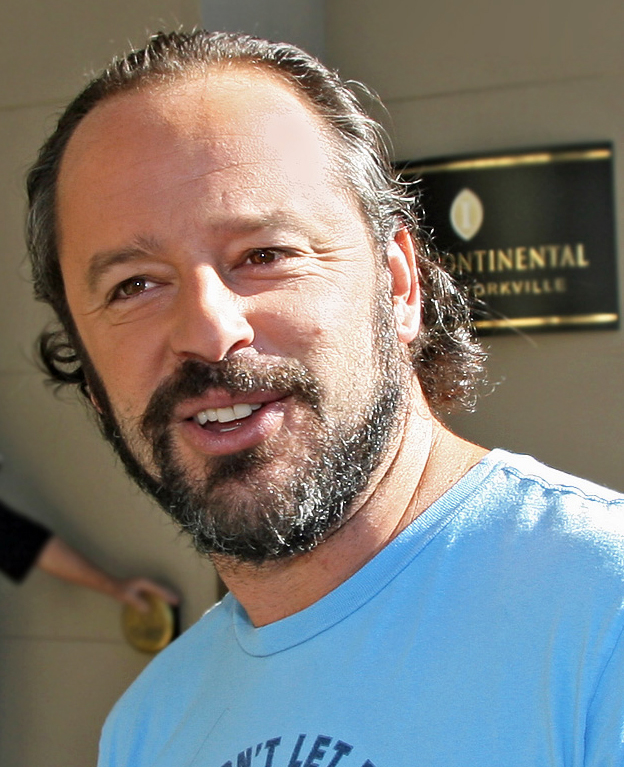
Gil Bellows (2008)

| Rolle                             | Schauspieler     | Hauptrolle | Synchronsprecher   |
| --------------------------------- | ---------------- | ---------- | ------------------ |
| William Denninger                 | Brian Van Holt   | 1.01–1.06  | Stephan Benson     |
| Viondra Denninger                 | Tricia Helfer    | 1.01–1.06  | Marion von Stengel |
| Duke Vanderhaus                   | Ryan Robbins     | 1.01–1.06  | Martin Lohmann     |
| Harris Enzmann                    | Gil Bellows      | 1.01–1.06  | Achim Buch         |
| Aaron Gault                       | Brandon P. Bell  | 1.01–1.06  | Tobias Schmidt     |
| Dr. Juliet Bryce                  | Andrea Roth      | 1.01–1.06  | Kerstin Draeger    |
| Nora Bryce                        | Jacqueline Byers | 1.01–1.06  | Mia Diekow         |
| Chief Astronomer Emily Vanderhaus | Tiffany Lonsdale | 1.01–1.06  | Celine Fontanges   |
| James Toback                      | P.J. Boudousqué  | 1.01–1.06  | Jacob Weigert      |

### Nebenrollen
| Rolle                 | Schauspieler      | Nebenrolle | Synchronsprecher      |
| --------------------- | ----------------- | ---------- | --------------------- |
| Martin Carillo        | Mark Camacho      | 1.01–1.06  | Kai Henrik Möller     |
| Viehhof Master Stokes | Brad Carter       | 1.01–1.06  | Christian Rudolf      |
| Nixon                 | Spiro Malandrakis | 1.01–1.06  | Stefan Weißenburger   |
| Matthew               | Robert Naylor     | 1.01–1.06  | Timo Kinzel           |
| Christa Valis         | Ellie O’Brien     | 1.01–1.06  | Carlotta Pahl         |
| Councilman Rose       | Al Sapienza       | 1.01–1.06  | Reent Reins           |
| Jackie                | Jessica Sipos     | 1.01–1.06  | Katharina von Keller  |
| Samantha Krueger      | Lauren Lee Smith  | 1.01–1.06  | Eva Michaelis         |
| Lorelei Wright        | Amanda Thomson    | 1.01–1.06  | Kristina von Weltzien |
| Hayes                 | Elias Toufexis    | 1.01–1.06  |                       |

## Entwicklung und Produktion
Am 13. März 2014 erfolgte die offizielle Ankündigung, dass Syfy Ascension als Sechsteiler bestellt hatte. Als Produktionsstart gilt der 7. Juli 2014. Die Serie wurde hauptsächlich in Montreal, Kanada in Zusammenarbeit mit den US-amerikanischen Blumhouse Productions gedreht. Der erste Trailer erschien am 15. Mai 2014. Gesendet wurde die Serie schlussendlich aber vom 15. bis zum 17. Dezember 2014 an drei aufeinander folgenden Tagen mit jeweils zwei Folgen am Stück. Syfy erklärte später, dass die Serie nicht fortgeführt wird. Vermutlich entsprach die Quote von 1,7 bis 1,3 Millionen Zuschauern nicht den Erwartungen des Senders. Bisher fand sich kein Sender, der die Produktion fortführen wird. Dabei waren die Kritiken zur Serie durchaus positiv. Bei Rotten Tomatoes
erreichte die Serie 65 %
Im deutschsprachigen Raum veröffentlichte der Video-on-Demand-Anbieter Netflix die Serie am 5. März 2016.

## Episodenliste
| Nr. | Deutscher Titel | Originaltitel       | Erstausstrahlung USA | Deutschsprachige Erstausstrahlung (D) | Regie            | Drehbuch                                           | Zuschauer (USA) |
| --- | --------------- | ------------------- | -------------------- | ------------------------------------- | ---------------- | -------------------------------------------------- | --------------- |
| 1 | Loreleis Tod    | Night One, Part 1   | 15. Dez. 2014        | 5. März 2016                          | Stephen Williams | Philip Levens Idee: Adrian A. Cruz & Philip Levens | 1,76 Mio.       |
| Nach 51 Jahren auf einer 100-Jahre-Reise durch das All geschieht an Bord der „Ascension“, einem U.S. Raumschiff der Orion-Klasse, ein Mord. Die Leiche von Lorelei Wright wird am „Strand“ des Schiffes gefunden. Captain William Denninger beauftragt seinen Executive Officer Aaron Gault mit der Ermittlung. Die letzte Person, die Lorelei lebend gesehen hatte, war Stokes, ein Arbeiter aus den unteren Decks. Währenddessen besucht Harris Enzmann seinen Vater, der einen Schlaganfall hatte, im Krankenhaus. Nach dem Besuch wird er von einem offenbar bereits gut informierten jungen Mann angesprochen, der ihn nach dem Ascension-Projekt fragt. Harris sagt, dass es das Projekt nicht gäbe. Auf dem Schiff erfährt Gault von seiner Geliebten Emily, die auch die Schwester von Lorelei und mit dem Sicherheitsoffizier verheiratet ist, dass Lorelei sich mit James Toback traf, der auf den unteren Decks arbeitet. Christa, die kleine Schwester von Lorelei, hatte ihre Leiche gefunden und befand sich nach einer kurzen Ohnmacht im Schock. Chief Medical Officer Bryce behandelt Christa. Nora, die Tochter von Bryce und ihre Teilzeit-Krankenschwester, hat sich auch in Toback verguckt. Gault besucht Ophelia, die Bibliothekarin des Schiffes, weil er Rat über Kriminalermittlungen in den Büchern sucht. Von Ophelia, seiner Tante, erfährt er, dass Lorelei die Video-Speicherkarte der 31. Jahresfeier ausgeliehen hatte, aber nur die Hülle zurückgebracht hatte. Im 31. Jahr tötete zur Jahresfeier ein großes Feuer mehrere Menschen an Bord. Gault und Ophelia waren von Denninger gerettet worden. Bryce berichtet von einem Phänomen, das alle an Bord in ihrer Jugend erfahren: die Erkenntnis, dass man an Bord eines Generationenraumschiffes nur eine begrenzte Freiheit für die zukünftige Lebensgestaltung hat. Sie vermutet, dass Lorelei sich in dieser Phase befand und versuchte, damit klarzukommen. Viondra, die Chef-Stewardess und Ehefrau von Denninger, schläft mit Councilman Rose, der ihren Mann als Kapitän abberufen kann. Sie gibt ebenso Denninger Informationen über Rose. |                 |                     |                      |                                       |                  |                                                    |                 |
| 2 | Der Verdächtige | Night One, Part 2   | 15. Dez. 2014        | 5. März 2016                          | Stephen Williams | Philip Levens Idee: Adrian A. Cruz & Philip Levens | 1,76 Mio.       |
| Als Gault die unteren Decks durchsucht, findet er einen Gedichtband von Rilke, den jemand als Notizbuch für das Anstiften eines Aufstandes benutzt hat. Toback und Nora finden beim Schwimmen am „Strand“ die Video-Speicherkarte, die Lorelei nicht zur Bibliothek zurückgebracht, sondern versteckt hatte. Ein Strahlensturm kommt auf und alle müssen Schutzräume aufsuchen, die auf dem Schiff, hauptsächlich in den Quartieren, installiert sind. Christa beobachtet während des Sturms, dass jemand in einem Anzug die Seepferdchen-Halskette von Bryce aus dem Schlafzimmer stiehlt. Nach dem Sturm wird Stokes Arbeitsplatz von Gault und seinen Leuten gestürmt, dabei wird die Pistole gefunden. Stokes wird zum Verhör gebracht. Christa gibt Gault einen Kompass, den Lorelei vor ihrem „Liebhaber“ versteckt habe. Nach der Beerdigungszeremonie für Lorelei öffnet sich Stokes Zellentür auf mysteriöse Weise und er entkommt mit der Waffe und Nora als Geisel. Als Gault Kapitän Denninger nahe einem Luftschott mit dem Kompass konfrontiert, erfährt er geschockt, dass dieser eine Affäre mit Lorelei hatte. Stokes kommt hinzu, ein Kampf beginnt und er versucht Gault zu erschießen, aber die Waffe funktioniert nicht. Stokes wird aus dem Luftschott, das Gault während des Kampfs öffnet, nach draußen – vermeintlich ins All – gesaugt, nur um auf einem großen Luftkissen zu landen, von einigen Männern überwältigt und unter Drogen gesetzt abtransportiert zu werden. Ascension ist in Wirklichkeit in einem riesigen Gebäude untergebracht. Seit 51 Jahren wird die Besatzung, die denkt, sie wäre auf einer Reise zu den Sternen, von Harris (und zuvor seinem Vater) beobachtet und studiert. |                 |                     |                      |                                       |                  |                                                    |                 |
| 3 | Die Explosion   | Night Two, Part 1   | 16. Dez. 2014        | 5. März 2016                          | Vincenzo Natali  | Philip Levens                                      | 1,33 Mio.       |
| Stokes wird, nachdem er aus der Ascension herausgefallen ist und an Bord für tot gehalten wird, in der Anlage gefangen gehalten, die rund um die Ascension gebaut wurde. Harris wird darüber informiert, dass ihm eine Beraterin namens Samantha vonseiten des Unternehmens, das die Anlage betreibt, zugewiesen wird. Sie soll den Mord an Bord der Ascension aufklären, hat aber außer den Beobachtungskameras keine Chance, sich am Tatort umzusehen. Sie beginnt ihre Untersuchungen mit einer Befragung von Stokes, aber dieser greift sie in seinem Wahn an. Die Tatsache, dass er aus dem Raumschiff katapultiert wurde und nicht im All gestorben ist, sondern von irgendwelchen Menschen festgehalten wird, bekommt seiner Psyche nicht besonders. Durch einen Sabotageakt kommt es zu einer Explosion an Bord. Das medizinische Personal behandelt die Verletzten, Dr. Bryce macht sich Sorgen, ob Nora Gefühle für James entwickelt haben könnte. Councilman Rose erinnert Viondra daran, dass die Macht ihres Mannes nur verliehen ist und jederzeit wieder genommen werden könnte. Sie empfiehlt ihrem Mann etwas später, dass eine Party an Bord organisiert werden sollte, um die Moral zu heben. Währenddessen sucht Gault nach einem fehlenden Kobalt-Generator, ähnlich dem, der bei der Sabotage verwendet wurde. Er bekommt einen Schlag ins Gesicht. Samantha informiert die konzerninterne Leiterin des Projektes, dass es wohl einige Geheimnisse gebe. Sie konfrontiert Harris, darauf zeigt er ihr die Überwachungskameras und fragt sie, ob sie, wenn auf Ascension geboren, denn die Wahrheit wissen wolle. Dr. Bryce bespricht mit Nora das Thema James, Nora erklärt, dass das schiffsinterne Matching-Programm sie vielleicht mit jemanden zusammenbringen könnte, den sie nicht mag, und dass sie deswegen lieber Spaß haben wolle, solange es geht. Als Gault klar wird, dass auch das Feuer vor 20 Jahren anlässlich der 31. Jahresfeier durch einen Kobaltgenerator ausgelöst wurde, sucht er das Gespräch mit dem Kapitän. James bittet Gault ihn dabei zu unterstützen, in ein Programm aufgenommen zu werden, das ihn zugunsten einer besseren Karriere aus den unteren Decks herausholt. Er bietet an, ihm bei der Suche nach Dwight, einem neuen Verdächtigen im Mordfall Lorelei, zu helfen – und rät ihm, auf Deck 23 nachzuschauen. In einer Erinnerung von Gault wird gezeigt, dass Ophelia sein Leben auf Deck 23 rettete, als vor 20 Jahren das Feuer ausbrach. Deck 23 ist seit damals zu beschädigt, dass man dort Töne hören könnte, die in der Anlage rund um Ascension erzeugt werden. Und Gault scheint zu spüren, dass hinter der „Außenwand“ jemand ist, tatsächlich befindet sich Harris dort in diesem Moment. Dwight verwickelt Gault in einen Kampf, Gault kann entkommen und Dwight stirbt. Harris geht in eine riesige Lagerhalle und holt dort aus einem Regal eine Box mit der Seepferdchen-Halskette, die während des „Strahlensturms“ aus Dr. Bryce' Quartier gestohlen worden war, und schenkt sie seiner Frau. |                 |                     |                      |                                       |                  |                                                    |                 |
| 4 | Die Impfung     | Night Two, Part 2   | 16. Dez. 2014        | 5. März 2016                          | Rob Lieberman    | Adrian A. Cruz                                     | 1,33 Mio.       |
| 5 | Ostara          | Night Three, Part 1 | 17. Dez. 2014        | 5. März 2016                          | Mairzee Almas    | Melody Fox                                         | 1,50 Mio.       |
| 6 | Christas Kräfte | Night Three, Part 2 | 17. Dez. 2014        | 5. März 2016                          | Nicholas Copus   | Philip Levens                                      | 1,50 Mio.       |